# Benoît Debie
Benoît Debie (Herstal, 1968) is een Belgisch cameraman (director of photography). 

## Carrière
Benoît Debie werd in Herstal (Luik) geboren als de zoon van een architect. Hij had naar eigen zeggen een hekel aan school en was vooral geïnteresseerd in fotografie en muziek. Hij studeerde aan het Institut des arts de diffusion (IAD) in Louvain-la-Neuve. Nadien ging hij aan de slag als (assistent-)cameraman bij zender RTL. Zo werkte hij eind jaren 1990 mee aan het variétéprogramma Mégamix. Naast zijn televisiewerk filmde hij verschillende korte films, reclamespots en videoclips.
Zijn doorbraak volgde begin jaren 2000, met de Franse thriller Irréversible (2002) van regisseur Gaspar Noé. In de daaropvolgende jaren werkten de twee ook samen aan Enter the Void (2010), Love (2015), Climax (2018) en Lux Æterna (2019). Daarnaast werkte hij ook regelmatig samen met de Belgische regisseur Fabrice Du Welz.
Tussendoor ging Debie ook aan de slag in de Amerikaanse filmindustrie. Zo werkte hij met regisseur Harmony Korine samen aan Spring Breakers (2012) en The Beach Bum (2019) en filmde hij Ryan Goslings regiedebuut Lost River (2014). In 2018 filmde hij in dienst van de Franse regisseur Jacques Audiard ook de zwartkomische western The Sisters Brothers. Voor die film ontving hij een jaar later de César voor beste camerawerk.
Naast het filmen van Hollywoodproducties begon Debie ook mee te werken aan videoclips van bekende Amerikaanse artiesten. Hij werkte samen met onder meer Rihanna ("Bitch Better Have My Money") en John Legend ("Who Do We Think We Are"). In 2018 nam hij de videoclip voor het nummer "Apeshit" van Beyoncé en Jay-Z op in het Louvre in Parijs. Voor de clip werd hij bekroond met een MTV Video Music Award.

## Prijzen en nominaties
| Film / Videoclip                              | Categorie              | Uitslag                |
| Sundance Film Festival                        | Sundance Film Festival | Sundance Film Festival |
| --------------------------------------------- | ---------------------- | ---------------------- |
| Joshua (2018)                                 | Beste camerawerk       | Gewonnen               |
| César                                         |                        |                        |
| The Sisters Brothers (2018)                   | Beste camerawerk       | Gewonnen               |
| MTV Video Music Awards                        |                        |                        |
| "Hurricane" (2011) van Thirty Seconds to Mars | Beste camerawerk       | Genomineerd            |
| "Apeshit" (2018) van Beyoncé en Jay-Z         | Beste camerawerk       | Gewonnen               |

## Filmografie
| - Irréversible (2002) - Il cartaio (2004) - Calvaire (2004) - Innocence (2004) - Enfermés dehors (2006) - Day Night Day Night (2006) - Joshua (2007) - Vinyan (2008) - Enter the Void (2009) - Carriers (2009) - The Runaways (2010) - Get the Gringo (2012) - Spring Breakers (2012) |  | - Lost River (2014) - Love (2015) - Every Thing Will Be Fine (2015) - La Danseuse (2016) - One More Time with Feeling (2016) (docu) - Submergence (2017) - Climax (2018) - The Sisters Brothers (2018) - The Beach Bum (2019) - Lux Æterna (2019) |